# Pristimantis sternothylax
Eleutherodactylus sternothylax là một loài động vật lưỡng cư trong họ Strabomantidae, thuộc bộ Anura. Loài này được Duellman & Wild miêu tả khoa học đầu tiên năm 1993.